# Almyra
Almyra – miasto w Stanach Zjednoczonych, w stanie Arkansas, w hrabstwie Arkansas.